# Mykoła Kuzniecow
Mykoła Stepanowycz Kuzniecow, ukr. Микола Степанович Кузнєцов, ros. Николай Степанович Кузнецов, Nikołaj Stiepanowicz Kuzniecow (ur. 22 listopada?/5 grudnia 1914 w osiedlu Gorniackoje, w guberni charkowskiej, Imperium Rosyjskie, zm. 30 października 1998 w Kijowie) – ukraiński piłkarz, grający na pozycji pomocnika lub obrońcy, trener piłkarski.

## Kariera piłkarska

### Kariera klubowa
W 1931 rozpoczął karierę piłkarską w klubie Dynamo Rutczenkowe. Potem występował w klubach Metalist Rykowo, Łokomotyw Stalino i Dynamo Ługańsk. Od początku 1936 roku grał w zespole kopalni nr 9 "Kapitalna", a w lipcu tego samego roku, kontynuował występy w zespołach Zakaukaskiego Instytutu Przemysłowego, gdzie studiował i Lokomotiwi Tbilisi.
W maju 1937 wrócił do Stalino i staje się graczem Stachanowca Stalino, występującym w grupie "B" mistrzostw ZSRR. Natychmiast zostaje piłkarzem podstawowej jedenastki, grając wszystkie dziewięć meczów turnieju. W następnym sezonie zespół z Donbasu rozpoczął w grupie "A" krajowego futbolu. W kwietniu 1941 roku jednym z pierwszych zawodników Stachanowca został uhonorowany tytułem Mistrza Sportu ZSRR.
Wkrótce mistrzostwa zostały przerwane przez wybuch II wojny światowej. Nikołaj Kuzniecow walczył na froncie, był nagrodzony odznakami wojskowymi. Po wyzwoleniu Donbasu, piłkarz wrócił do Stalino, gdzie pełnił w drużynie funkcje gracza, trenera i kapitana. W 1945 roku po wznowieniu mistrzostw ZSRR Stachanoweć rozpoczął w drugiej grupie, gdzie zajął końcowe 5. miejsce. Po zakończeniu sezonu, Nikołaj Kuzniecow, wraz z bramkarzem Kostiantynem Skrypczenkiem i napastnikiem Ołehiem Żukowym został przeniesiony do stolicznego Dynama Kijów. W sezonie 1946 obrońca grał w zespole ze stolicy Ukrainy, w niektórych meczach był kapitanem drużyny.

## Kariera trenerska
Jeszcze będąc piłkarzem już w 1945 trenował Stachanoweć Stalino. Od 1947 pracował na stanowisku dyrektora technicznego w klubach Dynamo Kijów i BO Kijów, który potem nazywał się OBO Kijów i SKWO Kijów. W 1954 samodzielnie prowadził wojskowy klub.
W 1959 roku najwyższe władze piłkarskie Republiki otrzymują status Federacji. Pierwszym Prezesem Federacji Piłki Nożnej Ukraińskiej SRR został wybrany Mykoła Kuzniecow. Ponadto, w latach 1961-1963 też był członkiem Prezydium Związku Piłki Nożnej ZSRR.
Od sierpnia 1963 ponownie pracował jako dyrektor techniczny, najpierw we lwowskich Karpatach, a w sierpniu 1964 roku w klubie Zoria Ługańsk. W 1967 roku stał na czele Bukowyny Czerniowce. W 1968 roku prowadził zespół Politotdel Yangibozor z obwodu taszkenckiego. Zespołem opiekował się jeden z czołowych kołchozów Uzbekistanu, na czele którego stał etniczny Koreańczyk, dwukrotny Bohater Pracy Socjalistycznej Iwan Hwang. Trener zaprosił do zespołu kilku doświadczonych graczy, m.in. Kiriłła Doronina, Walerija Fadiejewa, Iwana Warłamowa. Jednak zespół nie miał zadania awansu i po zakończeniu sezonu trener powrócił do Ukrainy.
Od początku sezonu 1969 trenował winnicki Łokomotyw, ale w czerwcu opuścił swoje stanowisko, a w sierpniu zaczął pełnić obowiązki dyrektora technicznego w czernihowskiej Desnie, a następnie przez dwa lata pracował na podobnym stanowisku w sumskim Spartaku, który potem zmienił nazwę na Frunzeneć. W latach 1974–1976 kierował chmielnickim zespołem, który nazywał się Dynamo, a potem Chwyla. Następnie powrócił do stolicy Ukrainy, gdzie w latach 1977-1979 pracował jako dyrektor szkoły piłki nożnej Dynamo Kijów. Ostatnią drużyną w jego karierze był Okean Kercz, gdzie funkcjonariusz pełnił już znane obowiązki szefa zespołu.
Zmarł 30 października 1998 w Kijowie.

## Sukcesy i odznaczenia

### Odznaczenia
- tytuł Mistrza Sportu ZSRR: 1941
- tytuł Zasłużonego Trenera Sportu Ukraińskiej SRR: 1961